# Врбічка
Врбічка (словац. Vrbička) — річка в Словаччині, права притока Смречанки, протікає в окрузі Ліптовський Мікулаш.
Довжина приблизно 5.7-6.7 км. Витік знаходиться в масиві Західні Татри (геоморфологічна підодиниця Ліптовські Татри — схил гори Смрековец); на висоті близько 1410—1420 метрів. Протікає територією села Смречани..
Впадає у Смречанку на висоті приблизно 705—710 метрів.